# Pollo alle prugne (film)
Pollo alle prugne (Poulet aux prunes) è un film del 2011 scritto e diretto da Marjane Satrapi e Vincent Paronnaud (di nuovo insieme dopo Persepolis), tratto dall'omonimo romanzo a fumetti di Satrapi.

## Trama
Un giovane violinista, Nasser Ali Khan, incontra  Irâne e se ne innamora. Purtroppo i piani del padre di lei sono diversi, e Irâne è costretta a sposarsi con un soldato.
Nasser Ali continua a comporre musica sull'amore attraverso un violino speciale. Dopo essersi sposato, però, la nuova moglie, che non ha mai amato,  distrugge questo violino. In seguito a questo fatto si originerà in lui il desiderio di uccidersi: pensa di suicidarsi in tutti i modi, ma arriva a decidere che lasciarsi morire sia la cosa migliore. Negli otto giorni che lo separano dalla morte si succedono varie immagini nella sua mente: sogni, visioni, frammenti del passato.
Una di queste visioni è Azrael l'angelo della morte, il quale gli racconta la storia di un commerciante di Gerusalemme che per sfuggire alla morte, gli va incontro. Il commerciante, infatti, intimorito per aver visto Azrael a Gerusalemme si appella al proprio sovrano chiedendogli aiuto per fuggire dalla città e dalla morte. Il magnanimo sovrano, pur avvertendolo che dalla morte è impossibile scappare, ordina al vento di trasportarlo, con un soffio, in India al Taj Mahal. Una volta arrivato a destinazione, tuttavia, il commerciante incontra di nuovo Azrael che lo stava attendendo.

## Distribuzione
Il film è stato presentato alla 68ª Mostra internazionale d'arte cinematografica di Venezia. È arrivato nelle sale francesi nell'ottobre 2011 e in Italia ad aprile 2012.